# داکشایانی

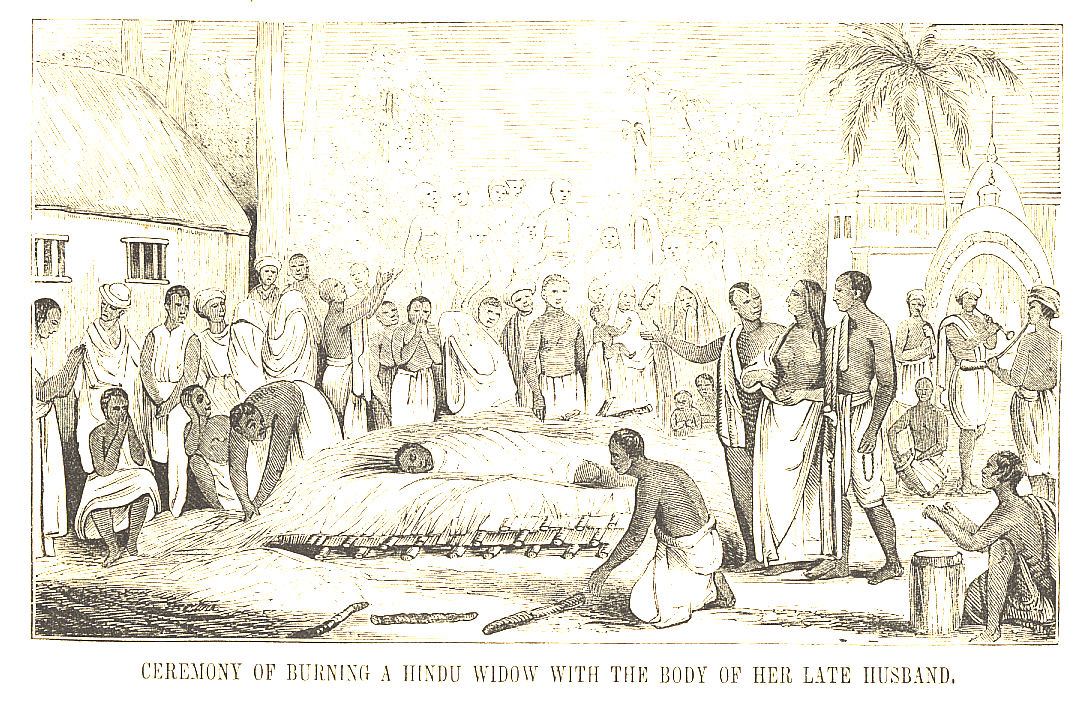
مراسم ساتی

داکشایانی یا ساتی (سانسکریت: सती) ایزدبانوی نیکبختی در زناشویی و دیرزیوی در آئین هندو است. زنان هندو وی را نماز برده و از وی طول عمر شوهرانشان را طلب می‌کنند. داکشایانی نمودی از دوی و نخستین همسر شیوا (همسر شیوا پیش از پروتی) است. او دختر داکشا بود. او که نتوانست بدخویی پدرش داکشا را با شوهرش تاب بیاورد، خود را در آتش سوزانید و از آن پس ساتی(مادینه سات، زن راستین یا زن وفادار) نامیده شد. واژه ساتی از آن پس برای هر زن بیوه یا زن پاکدامن و نیز برای اشاره به آئین خودسوزی زنان هندو به کار می‌رود.
در هند باستان نیز زن را پس از مرگ شوهرش می‌سوزانیدند که به این رسم ساتی گفته می‌شد. در هند باستان این رسم اهمیت فرهنگی و دینی بسیاری داشت و نشانه وفاداری زن به شوهر تلقی می‌شد. هر چند بیشتر ساتی‌ها به صورت داوطلبانه انجام می‌گرفت اما فشارهای خانوادگی و اجتماعی و اجبارها زن را به شرکت در این مراسم وامی داشت. رسم ساتی هم در بین زنان عادی و هم در بین زنان اشرافی رایج بود و یک فریضه دینی محسوب می‌شد. سال‌ها بعد با به قدرت رسیدن فرمان‌روایان مسلمان در هند، ساتی نمادین به وجود آمد که در این مراسم زن بیوه در کنار شوهر مرده خود زانو می‌زد و کلماتی را که نشانه وفاداری اوست بر زبان می‌آورد؛ بدون این که مجبور به سوزانیدن خود باشد.